# آرتور کراوان
آرتور کراوان (انگلیسی: Arthur Cravan؛ ۲۲ مهٔ ۱۸۸۷ – ۱ ژانویهٔ ۱۹۱۸) بوکسور، شاعر و نویسنده فراواقع‌گرایی اهل سوئیس بود.